# Myrmecia flavicoma
Myrmecia flavicoma är en myrart som beskrevs av Julius Roger 1861. Myrmecia flavicoma ingår i släktet bulldoggsmyror, och familjen myror. Inga underarter finns listade i Catalogue of Life.